# كمب (باركشير)
كمب (بالإنجليزية: Combe, Berkshire)‏ هي قرية و أبرشية مدنية تقع في المملكة المتحدة في إنجلترا. يقدر عدد سكانها بـ 38 نسمة .